# Canzoni della cupa
Canzoni della cupa è il decimo album in studio del cantautore italiano Vinicio Capossela. L'album, pubblicato il 5 maggio 2016, è prodotto da La Cùpa e distribuito da Warner Music.
L'album parla soprattutto dell'Irpinia, terra d'origine dei genitori dell'artista e ha richiesto 13 anni di gestazione.  L'uscita, anticipata dal brano Il Pumminale e programmata per il 4 marzo 2016, è stata rimandata al 5 maggio 2016 a causa di problemi di salute del cantautore che si è dovuto sottoporre ad un delicato intervento chirurgico alle corde vocali.
Diverse tracce dell'album sono riscritture o reinterpretazioni di vecchi brani di Matteo Salvatore, storico cantautore della provincia di Foggia.

## Il disco
Qui di seguito sono riportate la note di presentazione dell'album pubblicate sul sito dell'Autore
[...] un'opera originale in cui l'artista esplora quel territorio giacimento di culture, racconti e canti che hanno ispirato il suo ultimo romanzo, “Il Paese dei Coppoloni”. Un mondo che la Storia ha seminterrato, ma che fa sentire l'eco e il suono se gli si presta orecchio e ci si dispone al sogno, come lo ha definito proprio Capossela.
“Canzoni della Cupa” è un disco composto da due lati, Polvere e Ombra.
«Se la gratitudine si nutre di attesa, queste Canzoni della Cupa, sono l'opera per la quale ho maturato più gratitudine – racconta Vinicio Capossela – Gratitudine ricambiata, visto che dal 2003 ad oggi si sono riprodotte fino a presentarsi ora al pubblico in disco doppio e vinile quadruplo. Del resto sono un po' l'opera della vita, dunque sono vitali, come maggio, il mese in cui usciranno… Il mese delle rose, dei rosari e delle spine. Che la loro nuova vita gli sia lieve. Grazie a tutti».
Alla pubblicazione di “Canzoni della Cupa” seguirà un tour estivo in tutta Italia, anticipato da una sorpresa live.

### Disco 1 -Polvere
1. Femmine – 3:27
2. Il lamento dei mendicanti – 3:26
3. La padrona mia – 3:31
4. Dagarola del Carpato – 3:45
5. L'acqua chiara alla fontana – 3:55
6. Zompa la rondinella – 5:11
7. Franceschina la calitrana – 3:46
8. Sonetti – 5:26
9. Faccia di corno – 3:12
10. Pettarossa – 3:27
11. Faccia di corno - L'aggiunta – 4:09
12. Nachecici – 3:48
13. Lu furastiero – 1:55
14. Rapatatumpa – 3:48
15. La lontananza – 2:54
16. La notte è bella da soli – 2:19

### Disco 2 -Ombra
1. La bestia nel grano – 5:33
2. Scorza di mulo – 5:48
3. Il Pumminale – 4:40
4. Le creature della Cupa – 5:33
5. La notte di San Giovanni – 5:48
6. L'angelo della luce – 4:59
7. Componidori – 5:13
8. Il bene mio – 3:37
9. Maddalena la castellana – 4:00
10. Lo sposalizio di Maloservizio – 5:00
11. Il lutto della sposa – 3:00
12. Il treno + La golondrina (ghost track) – 11:03

- Il brano "Il treno" finisce al minuto 6:35. Dopo 1 minuto e mezzo di silenzio (6:35 - 8:05), inizia la ghost track "La golondrina".

## Singoli estratti

### Il pumminale
"Il Pumminale" deriva dal nome che la cultura popolare dava all'antico Licantropo, il cane mannaro, che misura guardando alla luna l'ampiezza della sua solitudine. “Il Pumminale”, primo brano estratto da “Canzoni della Cupa”, è ispirato a una delle doppie anime dell'uomo che la cultura popolare – dove più labile era il confine tra Realtà e mondo della Verità – ci ha abituato a conoscere. Un mondo in cui non c'è distinzione netta tra umano e animale, in cui tutta la natura è espressione della divinità e per questo inconoscibile, se non con l'esperienza diretta.
Il video del brano è un vero e proprio “short movie” girato in Irpinia dal regista americano Lech Kowalski, figura di culto nella scena cinematografica underground.

## Formazioni

### Femmine
- Vinicio Capossela: voce, chitarra classica, armonica, percussioni, cori
- Glauco Zuppiroli: contrabbasso, cori

### Il lamento dei mendicanti
- Vinicio Capossela: voce, chitarra classica, campane
- Glauco Zuppiroli: contrabbasso
- Fabrice Martinez: violino
- Simon Thierrée: violino

### La padrona mia
- Vinicio Capossela: voce
- Alessandro “Asso” Stefana: chitarre classiche, cori
- Fabrice Martinez: violini
- Vincenzo Vasi: sonagli
- David Hidalgo: requinto jarocho, accordion, chitarra elettrica
- Conrad Lozano: guitarron
- Louie Perez: jarana
- Steve Berlin: tastiera
- Enrique “Bugs” Gonzalez: batteria
- Taketo Gohara: cori

### Dagalora del Carpato
- Vinicio Capossela: voce, chitarra acustica, teste di morto, percussioni
- Giovanna Marini: cori
- Alessandro “Asso” Stefana: chitarra banjo
- Franco Maffucci “Parrucca”: chitarra classica, cori
- Giovanni Briulo: mandolino, cori
- Giovanni Buldo: guitarron, cori
- Giuseppe Galgano “Tottacreta”: fisarmonica, cori
- Giuseppe Caputo “Matalena”: violino acre, cori

### L'acqua chiara alla fontana
- Vinicio Capossela: voce, chitarra classica
- Glauco Zuppiroli: contrabbasso
- Fabrice Martinez: violino
- Simon Thierrèe: violino
- Relu Merisan: cymbalon
- Abdel Vega: vihuela
- Vincenzo Vasi: tamburello

### Zompa la rondinella
- Vinicio Capossela: voce
- Alessandro “Asso” Stefana: guitarron, chitarra acustica, chitarra classica, chitarra ritmica
- Giovanna Marini: cori
- Vincenzo Vasi: tamburello
- Victor Herrero: chitarra classica, percussioni
- Angelo Mancini: tromba
- Sergio Palencia: tromba
- Andrés Vásquez: violino

### Franceschina la Calitrana
- Vinicio Capossela: voce
- Flaco Jimenez: accordion, cori
- Max Baca: bajo sexto, cori
- Ramón Gutiérrez: tololoche, cori
- David Jimenez: batteria, cori
- Patricia Vonne: cori
- John Convertino: batteria
- Jacob Valenzuela: tromba
- Alessandro “Asso” Stefana: chitarra acustica
- Vincenzo Vasi: percussioni

### Sonetti
- Vinicio Capossela: voce, pianoforte, fisarmonica, campane, cori
- Howe Gelb: chitarra acustica, chitarra elettrica, cori
- Josh Baca: accordion
- Alessandro “Asso” Stefana: charango, cuatro, guitarron
- Giuseppe Caputo “Matalena”: violino acre
- Vincenzo Vasi: percussioni

### Faccia di corno
- Vinicio Capossela: voce, chitarra classica, chitarra elettrica
- Glauco Zuppiroli: contrabbasso
- Fabrice Martinez: violino
- Simon Thierrée: violino
- Antonio Infantino: cubba cubba

### Pettarossa
- Vinicio Capossela: voce
- Glauco Zuppiroli: contrabbasso
- Fabrice Martinez: violino
- Simon Thierrée: violino
- Relu Merisan: cymbalon
- Josh Baca: accordion
- Albert Florian Mihai: fisarmonica
- Giovanni Manca: organetto
- Vincenzo Vasi: tamburello, cori

### Faccia di corno - l'aggiunta
- Vinicio Capossela: voce, chitarra acustica
- Alessandro “Asso” Stefana: guitarron
- Dimitri Sillato: violino
- Antonio Infantino: cubba cubba

### Nachecici
- Vinicio Capossela: voce, chitarra classica, cori
- Glauco Zuppiroli: contrabbasso, cori
- Vincenzo Vasi: flauto a naso, percussioni, cori
- Fabrice Martinez: violino
- Simon Thierrée: violino
- Relu Merisan: cymbalon
- Roger Cubero: vihuela
- Abdel Vega: vihuela
- Angelo Mancini: tromba
- Sergio Palencia: tromba

### Taresuccia
canta Armando "Testadiuccello"

### Lu furastiero
- Vinicio Capossela: voce, chitarra classica

### Rapatatumpa
- Vinicio Capossela: voce, chitarra acustica, organo
- Antonio Infantino: cubba cubba
- Agostino Cortese: grancassa
- Arcangelo Cortese: cubba cubba
- Pasquale Montesano: percussioni
- Antonio Vizzuso: percussioni
- Francesco Tomacci: cubba cubba
- Enza Pagliara: cori
- Vincenzo Vasi: tamburello, cori

### La lontananza
- Vinicio Capossela: voce, chitarre classiche, cori

### La notte è bella da soli
- Vinicio Capossela: voce, chitarra classica, armonica

### La bestia nel grano
- Vinicio Capossela: voce, chitarra acustica
- Alessandro “Asso” Stefana: chitarra acustica, basso
- Francesco Loccisano: chitarra battente, cori
- Enza Pagliara: cori
- Antonio Infantino: cubba cubba
- Agostino Cortese: grancassa
- Arcangelo Cortese: cubba cubba
- Pasquale Montesano: percussioni
- Antonio Vizzuso: percussioni
- Francesco Tomacci: cubba cubba

### Scorza di mulo
- Vinicio Capossela: voce, chitarra acustica, pianoforte, zoccoli vocali, cori
- Joey Burns: contrabbasso
- John Convertino: batteria
- Howe Gelb: chitarra acustica, chitarra elettrica, cori
- David Hidalgo: chitarra elettrica
- Alessandro “Asso” Stefana: chitarra acustica
- Agostino Cortese: grancassa
- Pasquale Montesano: percussioni
- Antonio Vizzuso: percussioni
- Francesco Arcuri: sega
- Vincenzo Vasi: sonagli

### Il pumminale
- Vinicio Capossela: voce, pianoforte
- Alessandro “Asso” Stefana: baglamas
- Fabrice Martinez: violino
- Vincenzo Vasi: basso
- Francesco Arcuri: sega, kalimba

### Le creature della cupa
- Vinicio Capossela: voce, piano, toy piano, cembali
- Alessandro “Asso” Stefana: basso, campionamenti
- Joey Burns: contrabbasso
- Taketo Gohara: campionamenti
- Howe Gelb: chitarra elettrica
- Francesco Arcuri: sega
- Antonio Infantino: cubba cubba
- Vincenzo Vasi: giocattoli
- Mariagrazia Zarrilli: voce
- Zia Maria “Bersagliera”: voce
- Francesca Galgano: voce

### La notte di San Giovanni
- Vinicio Capossela: voce, chitarra classica, tubular bells
- Joey Burns: contrabbasso
- John Convertino: batteria
- Alessandro “Asso” Stefana: chitarra classica, chitarra acustica
- Skoulas Kostas: lira
- Labis Xylouris: oud, lauto
- Victor Herrero: chitarra acustica

### L'angelo della luce
- Vinicio Capossela: voce, chitarra acustica, pianoforte, armonio elettrico
- Alessandro “Asso” Stefana: chitarre classiche
- Antonio Infantino: tamburello
- Enza Pagliara: cori

### Componidori
- Vinicio Capossela: voce, chitarra acustica, spinetta, cori
- Joey Burns: contrabbasso, chitarra classica, ukulele
- John Convertino: batteria
- Alessandro “Asso” Stefana: chitarra classica, chitarre acustiche Vincenzo Vasi: percussioni, cori
- Abdel Vega: vihuela
- Andrés Vásquez: violino
- Angelo Mancini: tromba
- Sergio Palencia: tromba
- Jacob Valenzuela: tromba

### Il bene mio
- Vinicio Capossela: voce, chitarra classica, pianoforte
- Alessandro “Asso” Stefana: chitarra classica
- Victor Herrero: chitarra classica
- Enza Pagliara: voce

### Maddalena la Castellana
- Vinicio Capossela: voce, chitarra classica
- Glauco Zuppiroli: contrabbasso
- Antonio Infantino: tamburo a sonagli
- Giovannangelo De Gennaro: zampogna

### La zita mia
- Rosa Pennella: voce
- Marian Serban: cymbalon
- Petrica Namol: contrabbasso
- Albert Florian Mihai: fisarmonica

### Lo sposalizio di Maloservizio
- Vinicio Capossela: voce, pianoforte, cori
- Marian Serban: cymbalon, cori
- Petrica Namol: contrabbasso, cori
- Albert Florian Mihai: fisarmonica, cori
- Giovannangelo De Gennaro: viella, cori
- Giovanni Briuolo: mandolino
- Giuseppe Galgano “Tottacreta”: fisarmonica
- Antonio Daniele: batteria

### Il lutto della sposa
- Vinicio Capossela: voce, pianoforte, armonio elettrico
- Giovannangelo De Gennaro: viella

### Il treno
- Vinicio Capossela: voce, chitarra acustica, pianoforte, percussioni, cori
- Joey Burns: contrabbasso
- John Convertino: batteria
- Howe Gelb: chitarra acustica, chitarra elettrica, cori
- Alessandro “Asso” Stefana: charango, tubular bells, lap steel, chitarra classica, armonica, maracas
- Vincenzo Vasi: percussioni
- Francesco Arcuri: sega
- Victor Herrero: vihuela

### La golondrina
- Vinicio Capossela: cori
- Franco Maffucci “Parrucca”: chitarra classica, cori
- Giovanni Briuolo: mandolino, cori
- Giovanni Buldo: guitarron, cori
- Giuseppe Galgano “Tottacreta”: fisarmonica, cori
- Antonio Daniele: batteria
- Alessandro “Asso” Stefana: chitarra classica

## Classifiche
| Classifica (2016) | Posizione massima |
| ----------------- | ----------------- |
| Italia            | 1                 |